# Katedra w Segowii
Katedra w Segowii (hiszp. Santa Iglesia Catedral de Nuestra Señora de la Asunción y de San Frutos) – katedra znajdująca się w Segowii, w Hiszpanii. Była budowana w latach 1525–1768 przez Juana Gil de Hontañóna, a praca była kontynuowana przez jego syna Rodrigo Gil de Hontañóna.
Ta katedra jest nazywana "Damą Katedr" (La dama de las catedrales españolas). Znajduje się ona w głównym placu miasta, Plaza Mayor.
Katedrę zbudowano w miejscu wcześniejszej, zniszczonej w wyniku powstania Comuneros. Katedra początkowo budowana była w stylu gotyckim, później w stylu renesansowym. Ze względu na wieloletnią budowę, wnętrza katedry ozdobione są według stylów różnych epok – począwszy od XV-wiecznego chóru, przez XVII-wieczne kaplice aż po XVIII-wieczną nastawę ołtarzową.

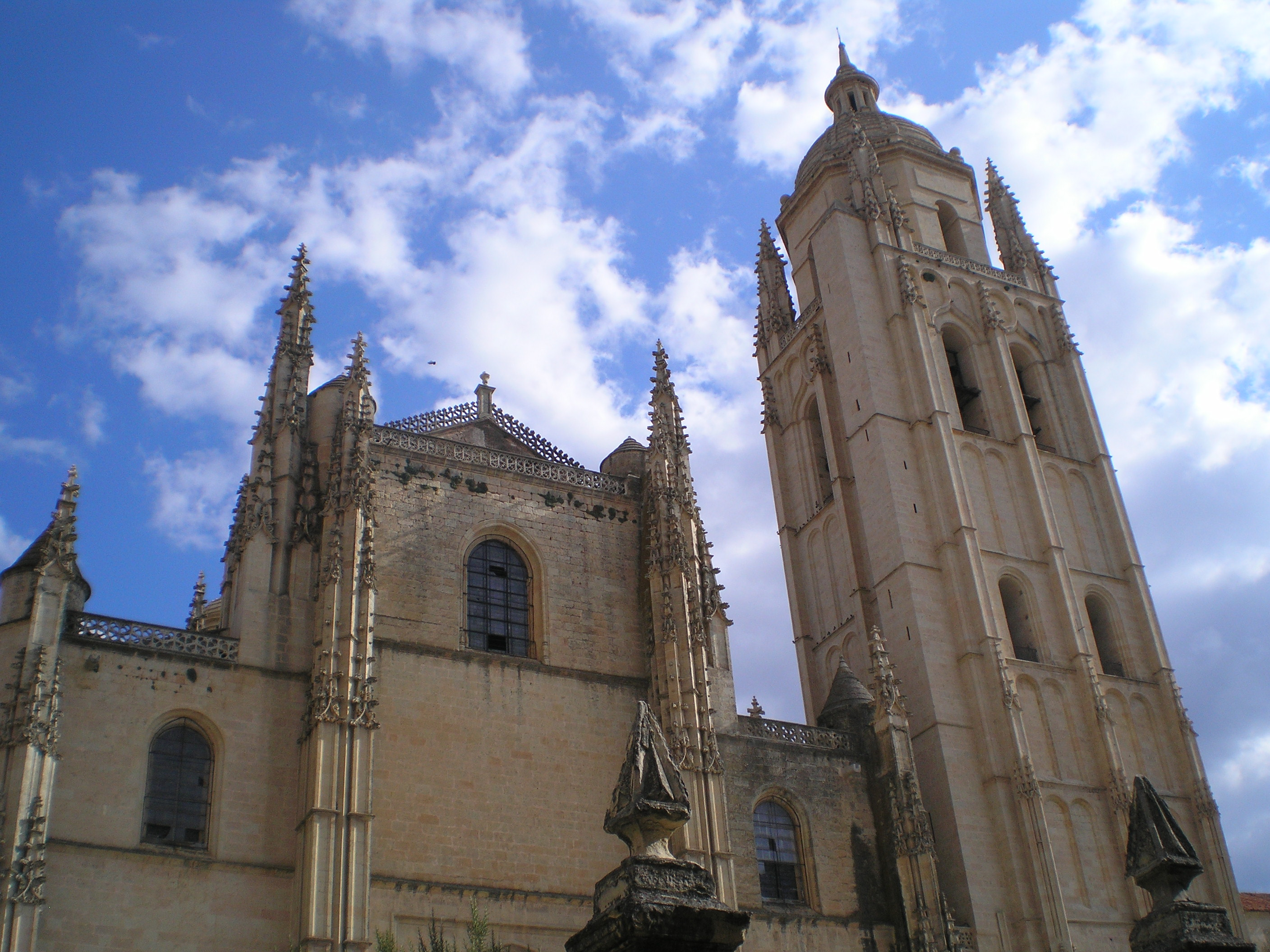
Widok elewacji